# Košťany
Košťany é uma cidade checa localizada na região de Ústí nad Labem, distrito de Teplice.